# نبات بوسكيا السنغالية
بوسكيا السنغالية (بالإنجليزية: Boscia senegalensis)، المعروفة باسم هانزا (بالإنجليزية: hanza)، هي عضو في عائلة القبارية.
أصل النبات هو غرب أفريقيا. لا تزال هذه الفاكهة غير المعروفة تشكل نباتًا غذائيًا تقليديًا في أفريقيا، ولديها القدرة على تحسين التغذية وتعزيز الأمن الغذائي وتعزيز التنمية الريفية ودعم الرعاية المستدامة للأراضي. تنتج منتجات للاستهلاك والاحتياجات المنزلية والاستخدامات الطبية والزراعية.

## الوصف
بوسكيا السنغالية (Boscia senegalensis) هي نوع من النباتات الخشبية المعمرة من جنس البوشيا في عائلة الكبر، الكاباراسيا. يصنف هذا النبات على أنه ثنائي الفلقة. يمكن أن تنمو هذه الشجيرة دائمة الخضرة في أي مكان من 2 إلى 4 م (6 قدم 7 بوصة إلى 13 قدم 1 بوصة) في الارتفاع في ظل ظروف مواتية. أوراق النبات صغيرة وجلدية يصل طولها إلى 12 سـم × 4 سـم (4.7 بوصة × 1.6 بوصة). تنتج ب. السنغالي ثمارًا متجمعة في عناقيد صغيرة على شكل توت كروي أصفر يصل حجمه إلى 1.5 سـم (0.59 بوصة) في القطر. تحتوي هذه الفاكهة على 1–4 بذور، وهي ذات لون أخضر عندما تنضج.
تشمل الأسماء الشائعة: أيزن (موريتانيا والصحراء الغربية)، مخيط (بالعربية)، هانزا (بالهوسية)، بير (بالبمبارة)، نغيجيلي (بالفولانية)، مانديارها (بالبربرية)، أنزا (بالزرمة) وتايدنت (بالتماشقية). تُعرف الثمار أيضًا باسم ديلو (بالهوسية)، بوكهيلي (بالعربية)، جيجيل (بالفولانية)  كاندوي (بالتماشقية).

## التوزيع والموئل
بوسكيا السنغالية هو نوع بري، موطنه منطقة الساحل في أفريقيا. لم يتم تدجينه بعد. تنمو حاليًا في: الجزائر، وبنين، وبوركينا فاسو، والكاميرون، وجمهورية أفريقيا الوسطى، تشاد، وغانا، وغينيا، وكينيا، مالي، موريتانيا، والنيجر، ونيجيريا، والسنغال، الصومال، السودان، وتوغو.
ينمو نبات البوشيا السنغالي في ارتفاعات تتراوح 60–1,450 م (200–4,760 قدم) في درجات حرارة تتراوح بين 22–30 °م (72–86 °ف) مع ظروف هطول أمطار تتراوح 100–500 مـم (3.9–19.7 بوصة) سنويا. يمكن العثور عليها تنمو في التربة الهامشية: الصخرية، واللاتريتية، والتلال الحجرية الطينية، والكثبان الرملية، والسهول الرملية الطينية. وتجعل هذه الخصائص هذه الشجرة من الأنواع شديدة المرونة، وقادرة على النمو دون الحاجة إلى مدخلات باهظة الثمن حتى في منطقة الساحل الصحراوية شديدة الحرارة والجفاف.

## الزراعة
في أوقات الجفاف الشديد والمجاعة، عندما تفشل العديد من المحاصيل الأخرى، لا يزال بإمكان ب. السنغالي البقاء على قيد الحياة وتوفير منتجات مفيدة. تساهم المعرفة الإثنونباتية الأصلية في أهمية هذا النبات بالنسبة لشعوب الهاوسا في النيجر ورعاة الفولاني في غرب إفريقيا. خلال المجاعة التي حدثت في عامي 1984 و1985، أفادت التقارير أن ب. السنغالي كان الغذاء الأكثر استهلاكًا في المجاعة في كل من السودان ودارفور، حيث اعتمد عليه أكثر من 94% من الناس في شمال دارفور.

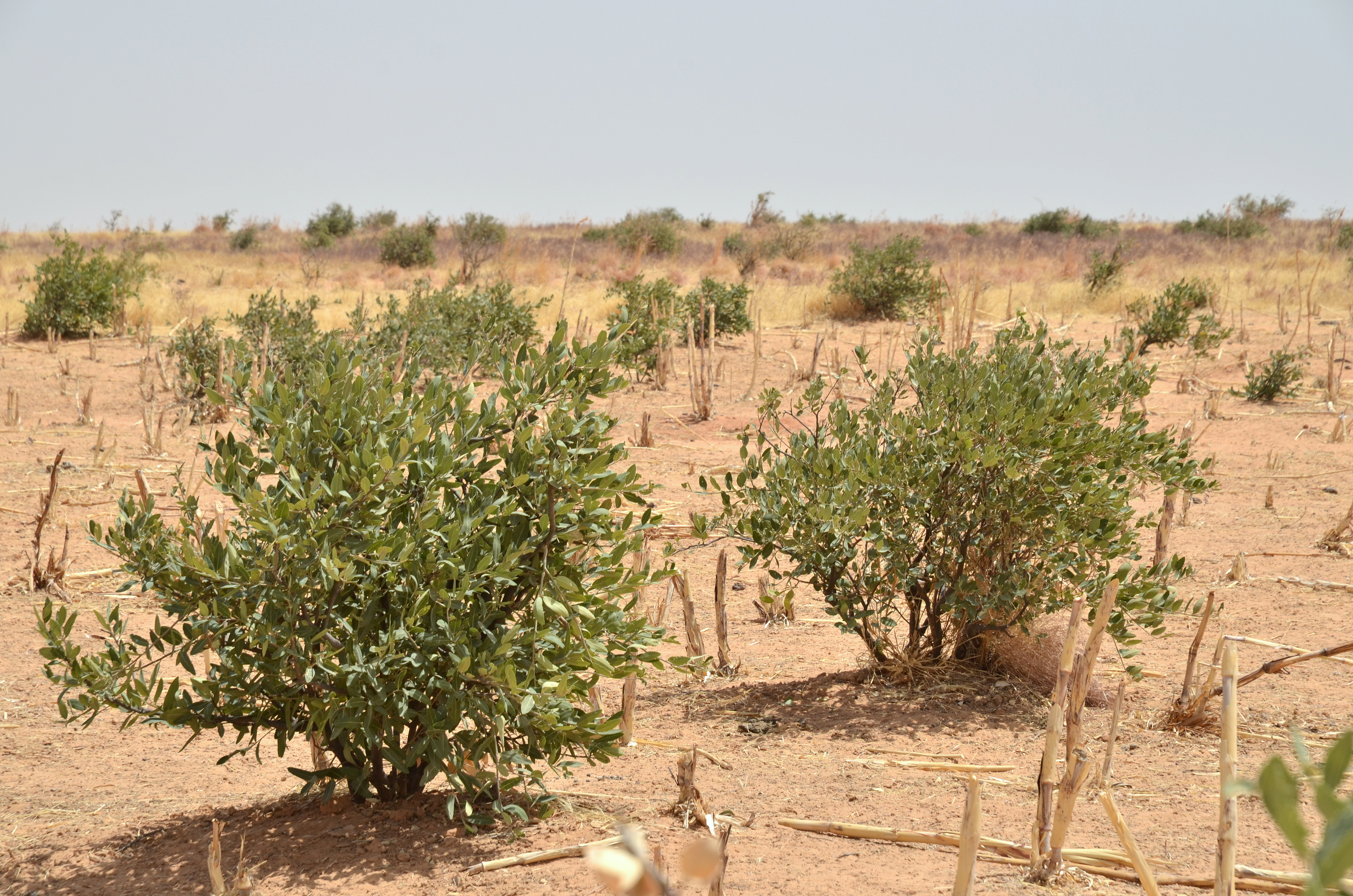
حدوث في الميدان

يمكن أن يكون ب. السنغالي مفيدًا للمزارعين لأنه يحافظ على التربة من التعرية وبالتالي يمنع تآكل التربة وتدهورها. كما أنه يعمل على حماية التربة من الرياح، ويثبت الكثبان الرملية، ويوفر الظل للنباتات المحيطة، وينظم دورة العناصر الغذائية. في النيجر، يقوم المزارعون في كثير من الأحيان بقطع الأشجار أو حرقها خلال موسم الجفاف، من أجل إفساح المجال في الحقل للمحاصيل الأساسية مثل الدخن أو الذرة الرفيعة. ومع ذلك، بسبب قدرة الشجرة القوية على البقاء، فإنها تظهر مرة أخرى بعد هطول الأمطار الأولى وتستمر في النمو كشجيرة صغيرة.
أحد التدخلات التي من الممكن أن تساعد المزارعين الفقراء هو إنشاء مرافق تخزين ذات درجة حرارة معتدلة – يمكن تخزين بذور ب. السنغالي لمدة تصل إلى شهرين عند 15 °م (59 °ف).
ومن الضروري نشر المعرفة حول مجموعة واسعة من الفوائد التي توفرها ب. السنغالي، من أجل تشجيع المزارعين الصغار على زراعتها. ومن شأن المزروعات الجديدة أن توفر حماية أكبر للتربة فضلاً عن توفير الغذاء والموارد الأخرى في أوقات المجاعة.
ومن المستحسن استكشاف تقنيات التطعيم وتوليد الهجائن (التهجينات العريضة) مع الأنواع ذات الصلة، حيث أن كلتا التقنيتين لديها القدرة على زيادة الحصاد و/أو تحسين الثمار. يتم إجراء أبحاث أولية واعدة باستخدام تقنيات زراعة الأنسجة في المختبر لنشر ب. السنغالي. بالإضافة إلى ذلك، يوصى بإجراء تجارب الشتلات المباشرة ويتم الترويج لها من قبل مؤسسة عدن.

### الاقتصاد
يتم تداول أوراق وبذور وثمار نبات ب. السنغالي في العديد من الأسواق الصغيرة في منطقة الساحل. ومن بين الفرص المتاحة لإضافة القيمة: تحميص البذور لبيعها كبديل للقهوة ‏، أو تخمير الفاكهة وتحويلها إلى بيرة، أو معالجة الفاكهة والبذور وتحويلها إلى أطعمة جاهزة، أو معالجة الأوراق لاستخدامها في التطبيقات الطبية. ويمكن أن يساعد ذلك على رفع دخل الفقراء من خلال حماية الحبوب المخزنة لديهم من الآفات واستبدالها بمشتريات أخرى من السوق.
في النيجر، تقوم إحدى شركات الصناعات الصغيرة المتخصصة في المنتجات الحرجية غير الخشبية بتسويق مجموعة متنوعة من المنتجات المشتقة من بذور الهانزا.
إن أحد القيود الرئيسية أمام التبني الأوسع لبذور ب. السنغالي هو الطبيعة المتمردة لبذورها. البذور من هذا النوع ليست مناسبة للحفظ خارج الموقع، لأنها تفقد قابليتها للحياة بسرعة، وتموت الأجنة عندما تجف البذور. ويشكل هذا عائقاً أمام النمو على نطاق واسع، إذ يصعب إكثار أعداد كبيرة من النباتات من أجل الانتقاء الجيني والتكاثر على نطاق واسع. تشمل العيوب الأخرى للاستهلاك قضية السمية والحاجة المرتبطة باستخدام موارد المياه النادرة والعمالة الإضافية لاستخراج السموم أثناء عملية إزالة المرارة.
تقع على عاتق النساء في المناطق الريفية عادة مسؤولية جمع وإعداد ب. السنغالي للاستهلاك. يمكن أن تخلق هذه العملية عبء عمل إضافي على النساء، ومع ذلك، فإن سيطرتهن على هذه العملية قد تؤدي إلى زيادة الوصول إلى هذا المصدر الغذائي وبالتالي المساهمة في تحسين حالتهن الغذائية. في النيجر، تقوم النساء الريفيات بجمع بذور الهانزا المصنعة تجاريا ومعالجتها مسبقا، مما يمنحهن مصدرا قيما للدخل.

## المرارة
يأتي الطعم المرير جدًا لبذور الهانزا من جرعات عالية من الجلوكوكابارين (MeGSL). لكي تصبح البذور صالحة للأكل، يجب إزالة المرارة منها. يتم ذلك عادة من خلال تقنيات نقع المياه المختلفة، ويستغرق الأمر حوالي أسبوع. يتسرب الجلوكوكابارين إلى الماء في حالة معدلة، حيث يتحول إلى ميثيل إيزوثيوسيانات ‏ (MeITC). تتمتع هذه المياه المرة بخواص مبيدات الآفات ومبيدات الأعشاب.
تعمل مرارة بذور الهانزا كمبيد طبيعي عندما تتدلى الثمار على الشجرة. لا يبدي سوى عدد قليل جدًا من الحيوانات المفترسة اهتمامًا باستهلاك الثمار حتى تنضج تمامًا، وفي هذه الحالة قد تنجذب الطيور إلى قشرة الهلام الحلو. وبالمثل، لا يُعرف أن بذور الهانزا المجففة والمرّة التي يتم حصادها تؤكل من قبل القوارض أو الحشرات. لذلك، يمكن تخزين بذور الهانزا المرّة بأمان لعدة سنوات طالما أنها محمية من المطر والرطوبة. ومن الممكن بعد ذلك إزالة المرارة منها واستهلاكها عند الطلب. ويمكن أن يكون هذا مفيدًا جدًا في ضمان الأمن الغذائي.

## الاستخدامات
تصبح الفواكه جاهزة للاستهلاك البشري في بداية موسم الأمطار، عندما تكون معظم المحاصيل في مرحلة الزراعة، ولا يتوافر سوى القليل من الطعام الآخر. يمكن تناول الفاكهة نيئة أو مطبوخة. تحتوي الفاكهة النيئة في البداية على لب حلو ثم يجف ليتحول إلى مادة صلبة سكرية يصعب فصلها عن البذور. في كثير من الأحيان يتم طهي الفاكهة قبل تناولها. يمكن أيضًا استخراج العصير وغليه حتى يصبح قوامه مثل الزبدة ويمكن خلطه مع الدخن والحليب لصنع الكعك. في السودان، يتم تخمير الفاكهة وتحويلها إلى بيرة.
تُعد بذور ب. السنغالي أيضًا مصادر مهمة للتغذية، وخاصةً خلال أوقات المجاعة. للحصول على البذور، يتم تجفيف الثمار في الشمس، ثم سحقها لإزالة الغلاف الخارجي للبذور ونقعها في الماء لعدة أيام، مع تغيير الماء كل يوم. تعتبر عملية نقع البذور، المعروفة أيضًا بإزالة المرارة، ضرورية لإزالة المكونات المريرة والسامة المحتملة. يتم عادة طهي البذور قبل استهلاكها. البذور المطبوخة تشبه من حيث الملمس بذور الحمص ويمكن استخدامها كبديل للحبوب في اليخنات والحساء والعصيدة. بالإضافة إلى ذلك، يمكن إعادة تجفيف البذور وتخزينها لاستخدامها لاحقًا أو طحنها إلى دقيق يمكن استخدامه لصنع العصيدة. يمكن أيضًا استخدام البذور المحمصة كبديل للقهوة.

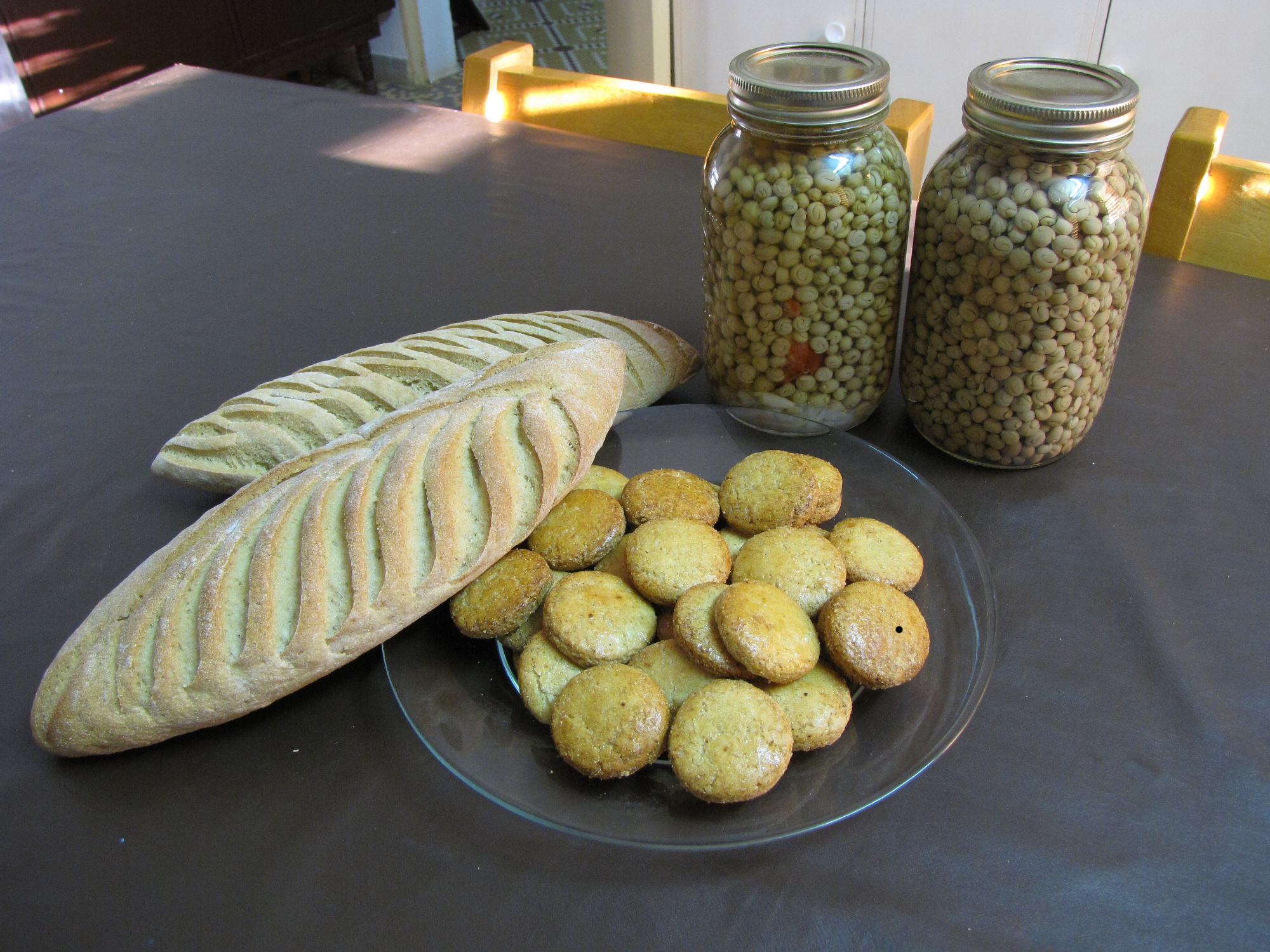
خبز هانزا، كعك وهانزا مطبوخ، زيندر، جمهورية النيجر

يتم تطوير الاستخدامات الحديثة لبذور ب. السنغالي في جمهورية النيجر. وتشمل هذه المنتجات الكسكس، والكعك، والبسكويت، والخبز، والحمص، والبذور المعلبة والمنفوخة. حصلت هذه المنتجات من نبات ب. السنغالي الطبيعي البري على جائزة الابتكار في معرض الأغذية الدولي في نيامي، النيجر، عام 2012.
تحتوي مستخلصات الأوراق على إنزيمات هيدروليز الكربوهيدرات المفيدة لإنتاج الدقيق المعتمد على الحبوب وتقليل حجم عصيدة الحبوب. وبفضل أنشطتها الحيوية المثبتة، تُضاف الأوراق أيضًا إلى مخازن الحبوب لحماية الحبوب من مسببات الأمراض. تتمتع الأوراق بالعديد من الخصائص الطبية، وأبرزها خصائص مضادة للطفيليات والفطريات ومضادة للالتهابات ومضادة للجروح. على الرغم من أن الأوراق ليست لذيذة المذاق، إلا أنه يمكن استخدامها كعلف طارئ للحيوانات.
يمكن طحن الجذور الصغيرة وغليها للحصول على عصيدة سميكة وحلوة.
يمكن استخدام الخشب في البناء وكذلك كوقود للطهي.
تحتوي عشبة البوشيا السنغالية على مواد طبيعية تساعد على تنقية مصادر المياه. يمكن إضافة مكونات النبات (اللحاء والأغصان والأوراق والفواكه) إلى دلو من الماء العكر، وستعمل المواد المسببة للتخثر الطبيعية على ضغط الطين والجسيمات الأخرى وإغراق القاع، مما يسمح بالحصول على مياه صافية من الأعلى.

### التغذية
تعتبر الفواكه مصدرًا مهمًا للكربوهيدرات، حيث تحتوي على 66.8% من الكربوهيدرات.
تعتبر البذور مغذية بدرجة كافية، على الرغم من أنها تفتقر إلى بعض العناصر الغذائية الأساسية، وخاصة الليسين والثريونين. تحتوي البذور على مستويات كبيرة من البروتين (25٪ من المادة الجافة) والكربوهيدرات (60٪). وفي هذا الصدد، تتفوق البذور على الحبوب الأساسية المحلية مثل الذرة الرفيعة والدخن. بالإضافة إلى ذلك، البذور غنية بالزنك والحديد والميثيونين والتريبتوفان وفيتامينات ب وحمض اللينوليك (حمض دهني أساسي). تحتوي البذور على 3.6 أضعاف المستوى المثالي لمنظمة الصحة العالمية (WHO) من التربتوفان.
تمتلك الأوراق قدرة عالية على مكافحة الأكسدة (حوالي 1.5 مرة من السبانخ) وهي غنية بالكالسيوم والبوتاسيوم والمنجنيز والحديد. ومع ذلك، فإن التوافر البيولوجي لهذه المركبات ليس معروفًا جيدًا.